# Метью Фестінґ
Його Високопреосвященніша Високість брат Метью Фестінґ (англ. Matthew Festing; 30 листопада 1949, Нортумберленд, Велика Британія — 12 листопада 2021, Валлетта, Мальта) — 79-й Князь і Великий магістр Суверенного військового Ордену Госпітальєрів Святого Івана Єрусалимського, лицарів Родосу і Мальти (2008—2017).

## Біографія
Народився 30 листопада 1949 року в англійському графстві Нортумберленд, Велика Британія. Син фельдмаршала і начальника імперського Генерального штабу Великої Британії (з 1958 по 1961 рр.) сера Френсіса Фестінґа, який перейшов у католицтво й став лицарем Мальтійського ордену, та Мері Сесілії Рідделл. Великий магістр з сторони матері є нащадком роду баронетів Трокмортонів та кавалера Мальтійського ордену блаженного Адріана Фортеск'ю, замученого в 1539 році. Отримав історичну освіту в Історичній школі бенедиктинців у Йоркширі і в Коледжі Св. Іоанна у Кембриджі. Проходив службу в гренадерських частинах і має чин полковника резерву. Був заступником лорда-лейтенанта Нортумберленду. У 1977 році стає членом Ордену. У 1993–2008 роках — Великий пріор Великої Британії. Здійснював керівництво гуманітарними місіями Ордену в Боснії, Сербії, Хорватії і Косово. 11 березня 2008 року був обраний 79-м Князем і Великим магістром Суверенного військового гостинного ордену Святого Іоанна, Єрусалиму, Родосу і Мальти.
24 січня 2017 року на прохання Папи Римського Франциска залишив свою посаду через розбіжності з приводу відставки в грудні 2016 року Великого Канцлера Альбрехта фон Бослагера.

## Смерть
Метью Фестінґ раптово впав під час відвідування заходу у Валлетті 4 листопада 2021 року і помер через вісім днів у лікарні. Йому був 71 рік.

## Нагороди та відзнаки
- Офіцер ордена Британської імперії (1998)
- Кавалер Великого хреста на ланцюгу ордена Зірки Румунії (2008)[3]
- Кавалер Великого Хреста на ланцюгу ордена «За заслуги перед Італійською Республікою» (Італія, 27 жовтня 2008 року)[4]
- Кавалер ордена Короля Томислава зі стрічкою і Великою Зіркою (Хорватія, 19 листопада 2008 року)[5]
- Орден «Стара Планина» зі стрічкою (Болгарія, 13 травня 2009 року)[6]
- Кавалер Великого хреста ордена Трьох зірок (Латвія, 14 жовтня 2008 року)[7]
- Кавалер Великого хреста ордена Святого Карла (Монако, 2009 рік)[8]
- Кавалер Великого ланцюга ордена Сантьяго і меча (Португалія, 23 листопада 2010 року)[9]
- Велика зірка ордена Заслуг Князівства Ліхтенштейн (2011 рік)[10]